# Принцип свободи
При́нцип свобо́ди — це основоположний принцип права, ключовою ідеєю якого є можливість вибору варіанту поведінки особою, яка обмежується лише правом.

### Історія
Вперше ідея природної рівності й свободи всіх людей була висловлена софістами (V–IV ст.), зокрема Гіппієм (460–400 pp. до н. є.). Він стверджував, що природа (закони природи) — це природне право, яке протистоїть хибному, недосконалому, створеному людиною закону — позитивному праву. При цьому під природним правом Гіппій розумів неписані закони, яких однаковою мірою дотримувалися громадяни всіх полісів античної Греції.
Протагор (481–411 pp. до н. є.) стверджував: «міра всіх речей — людина».
Софіст Лікофрон вважав, що люди є рівні за природою, відповідно, рівні і їхні особисті права, а закон є гарантією особистих прав.
Епікур (341–270 pp. до н. є.) тлумачив свободу людини як її відповідальність за розумний вибір свого способу життя і за себе.
Ідея стоїків про людину як громадянина Всесвіту згодом буде покладена в основу ліберальної концепції прав людини.
З самого початку існування сучасної державності в конституціях у тій чи іншій формі фіксують вимогу свободи і рівності особи. Вже в Декларації прав людини і громадянина 1789 р. знаходимо такі слова: «Люди народжуються і залишаються вільними та рівними в правах».

### Загальна характеристика
Свободу можна розглядати як відсутність широких обмежень діяльності особи.
Загальний зв'язок свободи і права полягає в тому, що право:
- ґрунтується на визнані свободи безперечною соціальною цінністю;
- послідовно втілює її ідеї у своїх принципах і інститутах;
- закріплює легітимну міру свободи;
- за допомогою різних юридичних засобів захищає її від будь-яких порушень.

Зокрема, відомі російські конституціоналісти — професори М. В. Баглай і Володимир Туманов тлумачать це поняття так:
— Усі люди вільні від народження і ніхто не має права відчужувати їхні природні права. Рівність можливостей для всіх — основа свободи.
— Свобода полягає у можливості робити все, що не завдає шкоди іншому. Свобода людини, отже, не може бути абсолютною, вона обмежена правами і свободами інших людей.
— Межі свободи можуть бути визначені тільки правом, яке і є мірою свободи; отже, все, що не заборонено, те дозволено.
— Частина дозволеного визначається через права людини. Закріплення прав необхідне для того, щоб допомогти людині усвідомити свої можливості, але жоден набір не вичерпує змісту свободи.

#### Правові принципи, що випливають з принципу свободи
- Принцип «дозволено все, що не заборонено законом»
- Принцип поваги і непорушності прав людини
- Принцип автономії
- Принцип плюралізму
- Принцип толерантності
- та ін.

### Принцип свободи в українському праві
В Україні цей принцип закріплений Конституцією України, про це свідчить ч. 1 ст. 19, відповідно до якої "правовий порядок в Україні ґрунтується на засадах, відповідно до яких ніхто не може бути примушений робити те, що не передбачено законодавством". 
Застосувавши логічну еквівалентність до зазначеного твердження отримуємо  Кожен може бути примушений робити те, що передбачено законодавством. Отже, дозволено роботи все, що  не заборонено законодавством.
На основі статті 19 можна сказати, що діяльність органів державної влади і посадових осіб має бути спрямована на створення умов для реалізації та захисту свободи людини.
Отже, держава встановлює певні вимоги, яким повинна відповідати діяльність кожної людини. Межею свободи будь-якої людини є свобода інших людей.
Як правило, принцип свободи деталізується у проголошених в конституціях особистих правах і свободах людини і громадянина.